# 1575 en France
Chronologie de la France
- 1571
- 1572
- 1573
- 1574
- 1575
- 1576
- 1577
- 1578
- 1579

## Événements
- 12 janvier : l’accord passé entre protestants et politiques sous l’influence de Damville est confirmé lors de l’assemblée générale « tant des clergé et catholiques paisibles que des églises réformées du royaume » réunie à Nîmes[1].

- 13 février : sacre d’Henri III à Reims[2].
- 14 février : mariage, dans la cathédrale de Reims du roi de France Henri III avec Louise de Vaudémont, princesse lorraine[2].
- 27 février : entrée solennelle du roi à Paris[3].

- 11 avril : le roi reçoit à Paris les délégués des réformés, de Damville et de Condé (réfugié en Allemagne) qui lui présentent une requête où les conditions de la future paix sont spécifiées : liberté de culte, libération des maréchaux de Cossé et de Montmorency, la punition des responsables de la Saint-Barthélemy ; Henri III refuse[4].

- Août : à Bordeaux et à Paris, « émotions populaires » contre l’augmentation du droit d’entrée sur le vin (de 5 à 20 sols)[5].

- 15 septembre, cinquième guerre de religion : François d’Alençon, frère du roi, s’enfuit de la cour pour Dreux et prend la tête des malcontents[2].
- 28 septembre : aurore boréale observée à Paris[6] et dans le pays messin[7].
- 29 - 30 septembre : entrevue  entre Catherine de Médicis et François d’Alençon entre le château de Chambord et la ville de Blois[2].

- 2 octobre : remise en liberté de Cossé et de François de Montmorency[2]. Montmorency reste assigné dans son hôtel parisien.
- 10 octobre : bataille de Dormans. Henri de Guise, victorieux sur les reîtres germaniques, reçoit une balafre[2].
- 28 octobre : entrevue de Saint-Germain (entre Loches et Châtillon) entre Catherine de Médicis et Alençon[2].
- 31 octobre : assassinat du favori du roi Henri III, Louis de Béranger du Guast à Paris par le Baron de Vitteaux[8].

- 21 novembre : trêve de Champigny-sur-Veude, puis armistice[2].

- Les différents partis (Ligueurs, politiques, protestants) contrôlent les Hôtels des monnaies et frappent des monnaies de billon de faible valeur, les pinatelles. L’augmentation de la masse monétaire est facteur d’inflation.

## Naissances en 1575
- Louis Hébert : premier pionnier français du Canada

## Décès en 1575
- x